# Emir of Qatar Cup 2020/21
Der Emir of Qatar Cup 2020/21  (arabisch اكأس أمير قط) war die 49. Austragung eines Ko-Fußballwettbewerbs in Katar. Das Turnier wurde vom katarischen Fußballverband organisiert. Es begann mit einem Spiel der Vorrunde am 21. Dezember 2020 und endete mit dem Finale am 22. Oktober 2021. Teilnehmer waren die Mannschaften der ersten und zweiten Liga.

## Termine
| Runde         | Datum                 |
| ------------- | --------------------- |
| Vorrunde      | 21. Dezember 2020     |
| Achtelfinale  | 25. – 26. Januar 2021 |
| Viertelfinale | 2. – 3. März 2021     |
| Halbfinale    | 9. – 10. Mai 2021     |
| Finale        | 22. Oktober 2021      |

## Vorrunde
|                   | Ergebnis |             |
| ----------------- | -------- | ----------- |
| 21. Dezember 2020 |          |             |
| Mesaimeer SC      | 2:3      | Muaither SC |

## Achtelfinale
|                        | Ergebnis        |                   |
| ---------------------- | --------------- | ----------------- |
| 25. Januar 2021        |                 |                   |
| Qatar SC               | 2:2 (4:5 i. E.) | al-Shamal SC      |
| al-Wakrah SC           | 1:2             | al-Kharitiyath SC |
| al-Duhail SC           | 6:0             | al-Ahli SC        |
| 26. Januar 2021        |                 |                   |
| al-Rayyan SC           | 1:0             | Al-Markhiya SC    |
| al-Gharafa Sports Club | 2:2 (5:4 i. E.) | Al-Shahania SC    |
| al-Sadd Sports Club    | 7:0             | Muaither SC       |
| 27. Januar 2021        |                 |                   |
| al-Sailiya             | 4:2             | al-Khor SC        |
| Al-Arabi SC            | 2:1             | Umm-Salal SC      |

## Viertelfinale
|                        | Ergebnis |                     |
| ---------------------- | -------- | ------------------- |
| 2. März 2021           |          |                     |
| al-Duhail SC           | 2:0      | al-Shamal SC        |
| al-Kharitiyath SC      | 0:2      | al-Rayyan SC        |
| 3. März 2021           |          |                     |
| al-Gharafa Sports Club | 0:5      | al-Sadd Sports Club |
| al-Sailiya             | 1:4      | Al-Arabi SC         |

## Halbfinale
|                     | Ergebnis |              |
| ------------------- | -------- | ------------ |
| 9. Mai 2021         |          |              |
| al-Sadd Sports Club | 3:0      | Al-Arabi SC  |
| 10. Mai 2021        |          |              |
| al-Duhail SC        | 1:2      | al-Rayyan SC |

## Finale
|                     | Ergebnis        |              |
| ------------------- | --------------- | ------------ |
| 22. Oktober 2021    |                 |              |
| al-Sadd Sports Club | 1:1 (5:4 i. E.) | al-Rayyan SC |